# Social kapital
Social kapital er et udtryk for et samfunds sammenhængskraft. Den centrale præmis er, at sociale netværk har værdi.
Begrebet er et udtryk for sammenhængskraften i fx nationer, samfund, organisationer, grupper og familier; ved at indgå i sociale relationer baseret på netværk, normer og tillid, får individer adgang til nogle ressourcer, der så at sige udspringer af denne mellemmenneskelighed. Således udgør den sociale kapital en ressource, der rækker udover individernes blotte fællesskab: en produktiv kraft, der gør fx en organisation til andet og mere end en samling individer, der hver især forfølger egne mål. Social kapital handler om netværks og relationers synergieffekt. Indgåelsen i netværk vil ofte have et positivt afkast for individet i form af social kapital, samt at individet, ved at indgå i sociale netværk, får lettere ved at forfølge både individuelle og kollektive mål.
Social kapital kan ifølge den amerikanske professor Robert D. Putnam både have en afgrænsende og en brobyggende karakter. Afgrænsende social kapital betegner sociale bånd mellem personer, der ligner hinanden, fx ved at have samme alder, interesser eller etnisk baggrund, mens brobyggende social kapital går på tværs af disse ligheder. Forskellige grupper kan, ifølge Putnam, på samme tid være afgrænsende og brobyggende; eksempelvis i en menighed, hvor der afgrænses over for andre trosretninger, men bygges bro over sociale og etniske forskelle.
Putnams begreb om social kapital er blevet udbredt til at beskrive virksomheders sociale kapital. Her vurderes graden af tillid og oplevelsen af retfærdighed i en organisation som udtryk for virksomhedens samarbejdsevne. Dette vurderes i 3 relationsforhold: Samlende ("bonding" – indenfor en afdeling eller enhed), brobyggende ("bridging" – mellem afdelinger eller enheder) og forbindende ("linking" – mellem ledelsen og medarbejderne). Virksomheden kan godt have en høj social kapital indenfor en afdeling, men en lav social kapital mellem afdelinger. Dermed vil det eksempelvis vurderes, at samarbejdsevnen kan forbedres i den brobyggende relation. Virksomhedens sociale kapital er en kollektiv egenskab i virksomheden og skal anskues og opbygges på strategisk ledelsesplan. 

## Definition
Social kapital defineres blandt andre af professor Robert D. Putnam, som summen af normer, tillid og netværk.
Social kapital refererer i følge sociolog Pierre Bourdieu til den værdi man har i kraft af sit sociale netværk eller igennem medlemskab af en bestemt gruppe. Social kapital kan investeres og omdannes til økonomisk kapital og omvendt (jf. Hvidbog fra Arbejdsmiljørådet 2008)